# Quer Saber?
"Quer Saber?" é uma canção da cantora brasileira Claudia Leitte em parceria com o cantor brasileiro de pagode Thiaguinho para o álbum Axemusic. O lançamento da faixa ocorreu no dia 7 de junho de 2013 no site oficial da Claudia Leitte, em um hotsite com o tema da música.

## Composição e lançamento
"Quer Saber?" é uma regravação do cantor brasileiro Henrique Cerqueira na voz de Claudia Leitte e Thiaguinho. A música foi composta por Henrique Cerqueira e Edimar Filho. De acordo com a assessoria de imprensa da Claudia Leitte, a música "conta a história de um amor que desbrava fronteiras, que rompe limitações e renasce da luta apaixonada por um reencontro".
O lançamento da música aconteceu no dia 7 de junho de 2013 em um hotsite no site oficial da Claudia Leitte. Em menos de uma semana, o lyric video da música alcançou mais de 200 mil exibições no Youtube. No dia 8 de junho de 2013, a música estreou nas rádios de todo o Brasil. A primeira rádio a divulgar a nova música, foi a Band FM, no programa Axé Band, do amigo da cantora, Betinho.

## Divulgação
Para promover "Quer Saber?", Claudia Leitte lançou um hotsite com lyric video, downloads, cartões virtuais e um concurso com o tema  "Não tem coragem de se declarar para seu amor ou quer homenageá-lo (a)? Claudinha pode ser mensageira do seu amor e ligar para ele(a)!"

## Videoclipe
No dia 7 de junho de 2013, a assessoria de imprensa da Claudia Leitte afirmou que o videoclipe da música seria gravado em breve.
Claudia Leitte e Thiaguinho gravaram o videoclipe da canção no Edifício COPAN em São Paulo nos dias 25 e 26 de junho de 2013.

## Formatos e faixas
- Single digital/CD single[4]

1. "Quer Saber?" (part. Thiaguinho) - 3:49

- CD single - ao vivo

1. "Quer Saber?" (part. Thiaguinho) [Ao Vivo] - 3:51

## Desempenho nas paradas
| Parada (2013)                                    | Melhor posição |
| ------------------------------------------------ | -------------- |
| BR Billboard Brasil Regional São Paulo Hot Songs | 12             |

## Histórico de lançamento
| País   | Data                 | Formato                     | Gravadora |
| ------ | -------------------- | --------------------------- | --------- |
| Brasil | 7 de junho de 2013   | lyric video                 | Som Livre |
| Brasil | 8 de junho de 2013   | Airplay                     | Som Livre |
| Brasil | 24 de junho de 2013  | download digital            | Som Livre |
| Brasil | 17 de julho de 2013  | videoclipe                  | Som Livre |
| Brasil | 12 de agosto de 2013 | videoclipe download digital | Som Livre |